# Super Meat Boy
Super Meat Boy é um jogo eletrônico independente projetado por Edmund McMillen e Tommy Refenes, desenvolvido pela Team Meat. Ele é o sucessor do jogo Flash Meat Boy, criado por McMillen e Jonathan McEntee em 2008. Super Meat Boy foi lançado no Xbox 360 pela Xbox Live Arcade em outubro de 2010, no Microsoft Windows em novembro de 2010, no Mac OS X em novembro de 2011 e no Linux em dezembro de 2011 como parte do Humble Indie Bundle #4. No jogo, o jogador controla Meat Boy, um personagem vermelho com formato de cubo, enquanto ele tenta resgatar sua namorada, Bandage Girl, do antagonista Dr. Fetus. A jogabilidade envolve o jogador atravessar mais de trezentos níveis ao mesmo tempo que evita vários obstáculos. Níveis adicionais criados por jogadores estão disponíveis gratuitamente para download.
O desenvolvimento do jogo começou em janeiro de 2009. McMillen trabalhou no projeto dos níveis e na parte artística, enquanto Refenes trabalhou na codificação de todo o jogo; ele foi testado primeiramente pela dupla e por suas famílias. Inicialmente previsto para ser lançado no início de 2010 para PC e no serviço WiiWare, Super Meat Boy foi adiado porque o projeto foi alterado para incluir mais níveis e excluir os modos multijogadores. A versão para WiiWare foi cancelada por causa de limitações técnicas do serviço. A música do jogo foi composta por Danny Baranowsky, que também havia feito a música de Meat Boy. Um álbum contendo a trilha sonora foi lançado comercial, e algumas faixas foram lançadas como DLC para Rock Band 3.
Super Meat Boy foi aclamado pela crítica. Em 2010, ele recebeu os prêmios de "Jogo Mais Desafiante" da IGN, e "Melhor Jogo para Download" da GameSpot e Game Trailers. Os críticos aplaudiram seus controles precisos, arte retrô e trilha sonora. As resenhas geralmente elogiaram o nível de dificuldade, porém algumas afirmaram que nem todos os consumidores iriam gostar do tamanho do desafio. O jogo foi um sucesso comercial, vendendo mais de um milhão de cópias.

## Jogabilidade
Super Meat Boy é um jogo eletrônico de plataforma em que o jogador controla um personagem vermelho e com formato de cubo chamado Meat Boy; ele deve salvar sua namorada, Bandage Girl, do antagonista Dr. Fetus. O jogo é dividido em capítulos, que juntos somam mais de trezentos níveis. O jogador tenta chegar no final de cada nível, representado por Bandage Girl, enquanto evita blocos em ruínas, lâminas de serras e vários outros obstáculos fatais. O jogador pode correr e pular em plataformas, e pode deslizar e pular de paredes. A jogabilidade central requer controles precisos e reações rápidas, e já foi comparada a jogos de plataforma tradicionais como Super Mario Bros e Ghosts'n Goblins.
Níveis em cada capítulo podem ser jogados em qualquer ordem, porém um certo número de níveis precisam ser completados para ter acesso ao nível do chefe, que destrava o próximo capítulo. O jogador tem um número ilimitado de tentativas para completar cada nível. Se Meat Boy morre, ele imediatamente reinicia o nível, porém o sangue deixado nas superfícies que o jogador tocou permanece. Uma função para repetição, que pode ser acessada após o fim de cada nível, mostra simultaneamente todas as tentativas do jogador para completar o nível. Completar cada nível em um determinado período de tempo ganha uma nota "A+", que destrava uma versão alternativa mais difícil do nível em um "mundo sombrio". Estágios escondidos, chamados warp zones, podem ser acessados ao encontrar portais em níveis específicos. Essas warp zones possuem níveis bônus que têm o estilo artístico de jogos antigos, um limite de três vidas, ou o padrão de outros jogos independentes como Castle Crashers ou Braid. O jogador pode controlar outros personagens além de Meat Boy, muitos dos quais são tirados de outros jogos independentes. Cada personagem tem atributos diferentes. Esses personagens podem ser liberados ao coletar itens de cura espalhados pelos níveis ou completar certas warp zones. Alguns itens só podem ser alcançados com um personagem específico. Alguns níveis, como warp zones e lutas contra o chefe, só podem ser jogados com personagens específicos. A disponiblidade de personagens varia dependendo da versão que está sendo jogada.